# Симфония № 2 (Чайковский)
Симфония № 2 до минор, соч. 17 «Малороссийская» — симфония Петра Ильича Чайковского.
Написана в 1872 году. Премьера состоялась 7 февраля 1873 года в Москве под управлением Николая Рубинштейна.

## История создания
Вторую симфонию Чайковский писал летом 1872 года, которое проводил в разных местах. Июнь прошел в украинском имении Каменка, у Давыдовых — родственников Петра Ильича по сестре, Александре Ильиничне. Каменка очень привлекала Чайковского, вдохновляла на создание и поиски новых музыкальных разработок. Не случайно в финале звучит знаменитая украинская народная песня Журавель.
Позднее симфония получила известность под названием Малороссийской или «Симфонии с журавлём».
Выехав из Каменки, Чайковский пробыл несколько дней в Киеве, в июле же гостил у старого друга Владимира Шиловского. Только во второй половине августа возвратился в Москву, здесь симфония и была закончена. В первый месяц осени и октябре, по выражению самого Чайковского, «с остервенением занимался инструментовкой». Завершив работу над симфонией, он повёз показывать её в Петербург. Об этой поездке Пётр Ильич в феврале 1873 года сообщал брату: «Когда я был в Петербурге, то играл финал на вечере у Римского-Корсакова, и вся компания чуть-чуть не разорвала меня на части от восторга».
Премьера состоялась 26 января 1873 года в Москве под управлением Н. Г. Рубинштейна. На следующий же день композитор писал Стасову: «По правде сказать, я не особенно доволен первыми тремя частями, но самый „Журавель“ вышел ничего себе, довольно удачен».
К состоявшемуся вскоре — 27 марта (8 апреля по новому стилю) второму исполнению Чайковский сделал некоторые изменения в оркестровке.
Однако через семь лет, в конце 1879 года, решительно пересмотрел симфонию, нашёл в ней, наряду с удачными эпизодами, много слабого, назвал симфонию незрелой и посредственной и сжёг партитуру. В течение нескольких дней была выполнена новая редакция симфонии — переписана первая часть, кроме оставшейся в неприкосновенности интродукции, переделано скерцо, значительно сокращён финал. В неизменённом виде осталось лишь анданте.
В новой редакции симфония была впервые исполнена 31 января 1881 года в Петербурге под управлением дирижёра и аккомпаниатора, руководителя концертов РМО Карла Зике. Успех был очень велик, однако никто из критиков не отметил в своих статьях разницы по сравнению с музыкой, звучавшей восемь лет назад.

## Музыка
Первая часть начинается медленным вступлением, тут слышны мотивы украинского варианта известнейшей русской народной песни «Вниз по матушке по Волге». Смена проходит быстро, меняются очертания, главная партия выдержана в классических бетховенских традициях. Видны полёт и мечтательность, формы обретают новый вид, сменяющийся противоборством, но возвращающийся к исходной точке. Очень хорошо это отражено в коде, партия соло валторны возвращает нас к истокам на малую Родину.
Вторая часть представляется нам сценой, крайние разделы которой основаны на сцене свадебного шествия из ранней, уничтоженной композитором оперы «Ундина» по Жуковскому, а средний раздел — на мелодии русской народной песни «Пряди, моя пряха». Марш кажется наивным, как в детской игре, его обличье смягчено вариациями струнных и деревянных духовых. Возникает образ удивительной прелести, трогательной чистоты и наивности.
Третья часть — музыкальный кабак, очень шустро и легко проносятся мимо одурманенные, и только где-то вдалеке в конце комнаты слышны голоса уснувших. Весёлое сопровождение скрипок, ритмическая пульсация, при которой мелодические обороты все время меняются. Созданы индивидуальные моменты, взлетающие из общего звучания. Временами мелькают в общем движении нотки обиды, угрозы, страха, но возвращается музыка первого раздела, и всё уносится в буйном веселье.
Финал — в нём господствует тема песни «Журавель» (эта тема ещё раз была использована Чайковским в Симфонии ми-бемоль мажор), начало торжественно и величественно, но не покидающее чувство картинки не даёт покоя. Представляются сцены ярмарки, мелодия в стремительном и задорном движении. Нежные моменты с предупреждением о чём-то, создан романтический образ. Заключение — безудержное ликование, нарастающая динамика мелодии возносит на новые высоты, зовущие к великим начинаниям.

## Состав оркестра
Деревянные духовые
Флейта пикколо
2 флейты
2 гобоя
2 кларнета (B, C)
2 фагота
Медные духовые
4 валторны (F)
2 трубы (C)
3 тромбона
Туба
Ударные
Литавры
Тарелки
Большой барабан
Там-там
Струнные
I и II скрипки
Альты
Виолончели
Контрабасы

## Структура произведения
1. Анданте sostenuto. Allegro vivo.
2. Andantino marziale, quasi moderato.
3. Скерцо. Allegro molto vivace.
4. Финал. Moderato assai.

Первая часть, центральный раздел которой
представляет упругое, классически сжатое и динамичное сонатное allegro,
обрамлена медленным вступлением и заключением, основанными на широкой
протяжной песенной мелодии украинского происхождения. В развёрнутом по масштабу вступительном Andante sostenuto эта тема
изложена в виде ряда остинатных вариаций, чередующихся с эпизодами
развивающего типа. Затем она снова появляется в разработке, переплетаясь
с отдельными мотивами побочной партии, что дает повод для сложных
контрапунктических комбинаций. Завершается первая часть кратким
проведением той же темы в её первоначальном виде.
Вторая часть, напоминающая причудливое сказочное шествие,
уводит в иную образную сферу, но в среднем её разделе фольклорная тема возвращается — звучит
мелодия русской народной песни «Пряди, пряха», интонационно близкая к
предыдущей, благодаря чему перебрасывается арка от первой части.
Стремительное скерцо с его «тревожной фантастикой»
(Асафьев) и прихотливой игрой света и тени — единственная часть
симфонии, в которой нет фольклорного тематизма. Однако тема трио очень
напоминает короткие шуточные попевки типа «дразнилок», а изложение её
деревянными духовыми с поддержкой валторны создаёт подобие народного
ансамбля рожечников или дударей.
Увенчивает симфонию монументальный финал на тему украинской шуточной народной песни «Журавель».

## Известные аудиозаписи
- 1940 — Нью-Йоркский филармонический оркестр, дирижёр Игорь Стравинский[4].
- 1967 — Государственный академический симфонический оркестр СССР, дирижёр Евгений Светланов[4].
- 1979 — Берлинский филармонический оркестр, дирижёр Герберт фон Караян[4].
- 2008 — Мельбурнский симфонический оркестр, дирижёр Олег Каэтани.
- 2011 — Лондонский симфонический оркестр, дирижёр Валерий Гергиев.